# Luigi Froni
Luigi Froni (Alseno, 2 aprile 1901 – Parma, 15 novembre 1965) è stato uno scultore italiano.

## Biografia
Studiò alla sezione di architettura dell'Accademia di belle arti di Parma. Tra i suoi maestri vi furono Paolo Baratta, Guido Carmignani, Daniele de Strobel e Alessandro Marzaroli.
Nel gennaio 1921 partecipò alla Mostra Triennale di Belle Arti, promossa dalla Società di Incoraggiamento tra gli Artisti, tenutasi nel Ridotto del Teatro Regio di Parma, esponendo l'opera "Un amico". Nel'agosto dello stesso anno partecipò alla IV Esposizione Nazionale d’Arte di Salsomaggiore, voluta da Rizzini e Oreste Emanuelli, per la quale realizzò la Maschera di Renzo Pezzani, una "testa di Eroe" e la figura di "Un altro amico".
Nel 1923 partecipò al XXII Premio Perpetuo, organizzato da Paolo Baratta. Espose un busto di donna, nel quale Pezzani vide "un qualcosa di egizio, con un effetto di ansiosa offerta, senza dipartirsi dalla linea tradizionale". Nel 1932 partecipò alla I Mostra sindacale d’Arte con il ritratto della prima moglie e l’anno successivo alla II mostra del G.U.F., dove il Froni fu elogiato: "Non è un giovane che promette: è un artista che ha già mantenuto tutte le sue promesse".
Solo negli anni Cinquanta ritornò alla scultura, incoraggiato dagli amici Erberto Carboni, Renzo Pezzani, Pietro Bianchi, Baldassarre Molossi, e Tiziano Marcheselli. Si recò spesso a Milano, dove frequentò gli ambienti artistici. A Parma la Galleria Camattini espose periodicamente alcune sue opere. Nel 1953-1954 realizzò il monumento funerario di Lina Maghenzani, madre di Giovannino Guareschi, nel cimitero di Marore. Del 1954 è anche la Maschera di Giovannino Guareschi, che ricordò le sedute col Froni in un vivace racconto apparso sul Candido il 4 settembre 1960, con il titolo "La faccia di Milano".
Il suo unico monumento pubblico è il Monumento ai Caduti, collocato sulla torre campanaria del Monastero di San Paolo a Parma, a chiusura di Strada Cavour. Inizialmente affidato a Renato Brozzi e all'architetto Monguidi, nell’agosto 1960 Monguidi morì e nel novembre Brozzi si ritirò. L’incarico fu affidato al Froni, che completò l’opera con la statua inginocchiata della Stirpe italica, fusa dalla Fonderia d’arte Battaglia di Milano, e la Lampada Perpetua sostenuta da cinque volti che rappresentano altrettanti stati d’animo del soldato in combattimento. L’epigrafe fu dettata da Jacopo Bocchialini. L’opera fu esposta al pubblico il 26 ottobre 1961 e inaugurata dal Presidente della Repubblica Giovanni Gronchi un mese dopo.
Nei primi anni '60 realizzò il busto di Winston Churchill, commissionato da un gruppo italo-francese di ammiratori dello statista, che nel 1965 fu donato alla circoscrizione del Partito Conservatore di Woodford Green nell’Essex.
Dal 22 dicembre 1989 al 30 gennaio 1990 venne organizzata una grande antologica del Froni nel Centro Civico del Comune di Sorbolo. In quell’occasione fu donata a Sorbolo, paese natale del grande attore, una copia della Maschera di Memo Benassi e collocata nello stesso Centro Civico.
Una accuratissima scelta della produzione del Froni, donata per volontà della vedova alla Fondazione Cariparma nella primavera 1995, venne esposta nel Museo Fondazione Cariparma di Palazzo Bossi Bocchi nello stesso anno.
A Parma gli è intitolata una via nel quartiere Lubiana.